# Solana de Forat Negre

La Solana de Forat Negre, respecte del terme d'Abella de la Conca

La Solana de Forat Negre, és una solana del terme municipal d'Abella de la Conca, a la comarca del Pallars Jussà, pertanyent a la vall de Carreu.
Està situada al nord-est de l'antic poble de Carreu, al vessant septentrional de la vall del riu de Carreu. És a migdia del punt d'unió de les serres de Santa Cristina i Serra de l'Andreu. Confrontada amb aquesta solana, a l'altre vessant de la vall, hi ha l'Obaga de la Molina.

## Etimologia
Es tracta de la part solana situada al sud-est del Forat Negre, del qual pren el nom. Es tracta, doncs, d'un topònim romànic modern, de caràcter descriptiu.